# Pat Cadigan
Œuvres principales
- Mise en abyme
- Les Synthérétiques
- L'Épreuve du feu

Pat Cadigan, née le 10 septembre 1953 à Schenectady dans l'État de New York, est une auteure de science-fiction américaine, 
dont les œuvres sont parfois décrites comme s'inscrivant dans le mouvement cyberpunk, bien qu'elle ne revendique pas cette appartenance.

## Biographie
Pat Cadigan a grandi dans la ville de Fitchburg dans l’État du Massachusetts, puis pendant une vingtaine d’années à Kansas City. Elle a fait ses études à l'Université du Massachusetts et à l'Université du Kansas, dont elle est sortie diplômée en 1975. Elle débuta ensuite sa carrière d'écrivain chez Hallmark Cards. Elle fut publiée pour la première fois en 1981 ; ce succès d'auteur l'encouragea à écrire à temps plein à partir de 1987. Depuis 1996, elle vit à Londres en Angleterre.
Ses romans Synners (Les synthérétiques) de 1991 et Fools (Mise en abyme) de 1992 reçurent tous les deux le prix Arthur-C.-Clarke du meilleur roman de SF de l’année au Royaume-Uni.
Pat Cadigan s'est aussi essayée au fantastique avec des œuvres telles L'Épreuve du feu ou Les Garçons sous la pluie.
Sa nouvelle The Girl-Thing Who Went Out for Sushi a obtenu le prix Hugo de la meilleure nouvelle longue 2013 et le prix Locus de la meilleure nouvelle longue 2013.

## Œuvres

### SérieWild Cards
1. Aces High, J'ai lu, coll. Nouveaux Millénaires, 2015 ((en) Aces High, 1987)Anthologie de nouvelles écrites avec George R. R. Martin, Victor Milán, John J. Miller, Lewis Shiner, Walton Simons (en), Melinda Snodgrass, Walter Jon Williams et Roger Zelazny
2. Down and Dirty, J'ai lu, coll. Nouveaux Millénaires, 2016 ((en) Down and Dirty, 1988)Anthologie de nouvelles écrites avec Edward Bryant, Arthur Byron Cover, Leanne C. Harper, Stephen Leigh, George R. R. Martin, John J. Miller, Melinda Snodgrass, Walter Jon Williams et Roger Zelazny

### UniversGunnm
- Alita: Battle Angel, Pika, 2019 ((en) Alita: Battle Angel, 2018)Novélisation du film Alita: Battle Angel

### UniversUltraman
- (en) Ultraman, 2023

### Romans indépendants
- (en) Mindplayers, 1987
- Les Synthérétiques, 1993 ((en) Synners, 1991)Prix Arthur-C.-Clarke 1992
- Mise en abyme, 1996 ((en) Fools, 1992)Prix Arthur-C.-Clarke 1995
- (en) Datableed, 1997
- Vous avez dit virtuel ?, 1999 ((en) Tea from an Empty Cup, 1998)
- (en) Dervish is Digital, 2001
- (en) Cellular, 2004Roman tiré du film Cellular
- (en) The Omega Egg, 2007Écrit avec Tobias S. Buckell, Michael A. Burstein (en), Bill Fawcett (en), David Gerrold, Brian Herbert, James Patrick Kelly, Kay Kenyon, Nancy Kress, Stephen Leigh, Jody Lynn Nye (en), Laura Resnick, Mike Resnick, Kristine Kathryn Rusch, Robert Sheckley, Dean Wesley Smith (en) et Jane Yolen.
- Alien 3 : Le Scénario de William Gibson, Bragelonne, 2022 ((en) Alien 3: The Unproduced Screenplay, 2021)Roman novélisation de Pat Cadigan basé sur le script primitif écrit par William Gibson pour la suite du film Aliens, le retour, titrée Alien³, dont seulement quelques éléments ont été intégrés à celui-ci.

### Recueils de nouvelles
- L'Épreuve du feu ((en) Patterns, 1989)Prix Locus du meilleur recueil de nouvelles 1990
- Les Garçons sous la pluie, 1996 ((en) Dirty Work, 1993)
- (en) Home By The Sea, 1993
- (en) Letters From Home, 1991

### Nouvelles traduites en français
- Les Pleureuses et les Tueurs, 1982 ((en) Criers and killers, 1980)Publiée dans la revue Fiction spécial no 32
- La Venue de la poupée, 1982 ((en) The coming of the doll, 1981)Publiée dans la revue Fiction no 335
- Éternel retour...à prix modérés, 1983 ((en) Second coming...reasonable rates, 1981)Publiée dans la revue Fiction no 336
- Branchez-vous sur le câble, 1983 ((en) The day the martel got the cable, 1982)Publiée dans la revue Fiction no 341
- La Course, 1984 ((en) Another one hits the road, 1984)Publiée dans la revue Fiction no 357
- Rock toujours, 1987 ((en) Rock on, 1984)Publiée dans l'anthologie Mozart en verres miroirs
- Joli mec sur l'écran, 1989 ((en) Pretty boy crossover, 1986)Publiée dans l'anthologie Univers 1989, J'ai lu
- Tombent les anges, 1990 ((en) Angel, 1987)Publiée dans l'anthologie Ombres portées - Prix Locus de la meilleure nouvelle courte 1988
- Fausse Route, 2015 ((en) By Lost Ways, 1987)Publiée dans l'anthologie Aces High, J'ai lu, coll. « Nouveaux Millénaires »
- Accro à l'amour, 2016 ((en) Addicted to Love, 1988)Publiée dans l'anthologie Down and Dirty, J'ai lu, coll. « Nouveaux Millénaires »
- Monogame en série, 1998 ((en) Serial Monogamist, 1994)Publiée dans l'anthologie La Petite Mort
- Paris en juin, 2000 ((en) Paris in June, 1994)Publiée dans l'anthologie Cosmic erotica
- Pas vu, pas pris, 2001 ((en) Witnessing the millenium, 1997)Publiée dans l'anthologie Disco 2000
- Deux, 1989 ((en) Two, 1988)Publiée dans la revue Fiction no 404
- J'ai été l'objet sexuel des dieus, 1999 ((en) Love toys of the gods, 1993)Publiée dans l'anthologie Invasions 99
- Les Aides-soignantes, 2017 ((en) Caretakers, 2013)Publiée dans l'anthologie Dangerous Women, J'ai lu